# 倪志钦

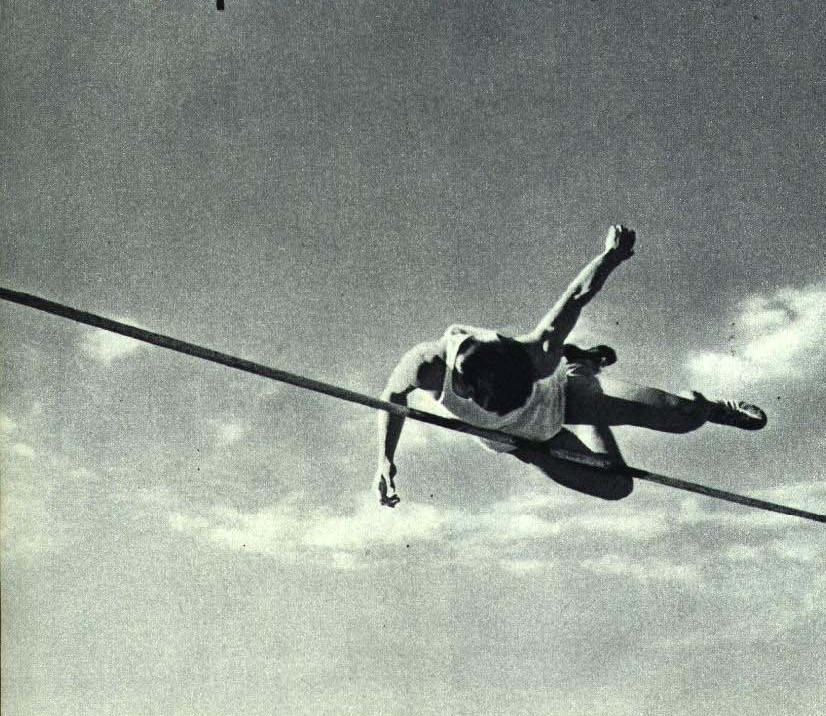
1965年9月全国运动会上的倪志钦

倪志钦（1942年4月14日—），中国男子跳高运动员，曾在1970年11月8日湖南长沙的比赛中三次以俯卧式姿态跳过2米29的高度，打破世界纪录。1995年，倪志钦因彩票事件含冤入狱8年，直到2005年荆福生落马才得以洗清蒙冤。
2007年11月，倪志钦带头成立了福建省汽车运动联合会，并出任首任会长。2017年8月，转为名誉会长。

## 运动员生涯

### 初出茅庐
1942年4月14日出生于福建省泉州市。在厦门六中上初中的时候，倪志钦就曾在运动会跳高比赛中打破校记录。1958年进入厦门一中高中部。
1958年7月，他在福建南平参加全省青少年业余体育学校田径比赛时，用“剪式”跳过了一米七十三，赢得了冠军，也因此成名。但是由于缺乏比赛经验等原因，他在1959年9月第一届全国运动会上发挥失常，只跳过了一米七十五。1959年冬，他根据黄健教练的意见，改“剪式”为“俯卧式”跳法，取得了很大进步。

### 超越自我
在1960年9月18日全国田径运动会男子跳高比赛上，倪志钦以二米零三赢得了冠军，并且打破了山东选手史鸿范保持的二米零二全国纪录。1962年6月16日，他在北京体育师范学院田径比赛中以“俯卧式”跳过了二米十七，达到了当时世界第三的水平。
1963年，他参加了首届新兴力量运动会，并以二米零一赢得了冠军。1964年5月获得“五好”运动员称号。
1965年11月20日在武汉创造了二米二五的成绩，位居世界第二，距离当时跳高世界纪录仅差三厘米。1966年2月荣获国家体委特等功奖。
1966年5月22日，在北京地质学院举行的北京市高等学校第十届学生田径运动会表演中，倪志钦跳过二米二六；在同年11月的亚洲新兴力量运动会中，倪志钦跳过二米二七，距离当时世界纪录还差一厘米。
在文化大革命中，倪志钦遭到批斗。他经常下乡参加集体生产劳动，接受工农兵的再教育，辅导工农群众开展体育活动。后来在周恩来的指示下，他和运动员又重新恢复了体育训练。

### 创造纪录
1970年11月8日下午四时十分，倪志钦在湖南省长沙市劳动体育场跳过了二米二九的高度，打破了由苏联运动员布鲁梅尔保持多年的二米二八的男子跳高世界纪录。他因此成为中华人民共和国成立后第一位打破男子跳高世界纪录的选手。但由于中华人民共和国当时不是国际奥委会和国际田径联合会的成员，这个记录未被国际承认，世界纪录名册上也没有倪志钦的名字。1971年7月3日，美国运动员帕·马茨道夫也跳过了二米二九的高度。这个记录于1973年7月11日由美国运动员德·斯通斯在慕尼黑以二米三十的成绩打破。

### 国际交流
1971年，倪志钦跟随中国体育代表团访问了阿尔巴尼亚。1972年至1975年，担任国家体委国际司司长。曾作为副领队，先后对阿尔及利亚、突尼斯、摩洛哥、朝鲜等国进行了友好访问。1974年4月至5月，作为中国田径队领队访问了墨西哥。
1974年作为中国体育代表团副团长，参加了德黑兰亚洲运动会，在男子跳高项目取得第二名。之后，他担任中国田径协会主席。1975年任北京国际游泳、跳水友好邀请赛组织委员会副主任委员，同年当选第四届全国人大代表。1981年，获得国家体委补发的“体育荣誉奖章”。1987年，在国际田联成立75周年大会上，倪志钦入选“世界田径史上最杰出的38位运动员”。

## 成绩
| 年     | 賽事           | 舉辦城市          | 名次 | 記錄   |
| ------ | -------------- | ----------------- | ---- | ------ |
| 1963年 | 新兴力量运动会 | 印度尼西亞 雅加达 | 金牌 | 2.01 m |
| 1965年 | 全国运动会     | 中国 北京         | 金牌 | 2.15 m |
| 1966年 | 新兴力量运动会 | 柬埔寨 金边       | 金牌 | 2.27 m |
| 1974年 | 亚洲运动会     | 伊朗 德黑兰       | 銀牌 | 2.15 m |

## 彩票事件
倪志钦在1980年代末出任福建省体委副主任，致力于体育彩票的推广。
1994年7月30日，倪志钦被立案审查。他涉嫌在1991年9月至12月先后两次收受漳州华福来皮具有限公司总经理陈某贿赂款5.7万元人民币。根据1995年3月22日福州市中级人民法院开庭审理判决结果，倪志钦被判处有期徒刑8年，同时被开除党籍、撤销行政职务。
在倪志钦出狱后的2005年，案件出現反轉。倪志钦当时因为彩票运营事务，而得罪了当时福建省体委主任荆福生（后任福建省委宣传部部长）。荆福生由于受贿数额巨大，在2005年被判处无期徒刑，剥夺政治权利终生，个人全部财产被没收。倪志钦被認定為無罪，年底在福建省体育局的邀请下，重新出任田径协会副主席。

## 著作
- . 人民体育出版社. 1985年.